# Akoboissué
Aniassué è una città e sottoprefettura della Costa d'Avorio appartenente al  dipartimento di Agnibilékrou. Conta una popolazione di 36 022 abitanti (censimento 2021).